# Tessa Lavey
Tessa Rose Lavey (Swan Hill, 29 marzo 1993) è una cestista australiana.

## Carriera
Con l'Australia ha disputato due edizioni dei Giochi olimpici (Rio de Janeiro 2016, Tokyo 2020), due dei Campionati mondiali (2014, 2018) i Campionati oceaniani del 2015 e i Campionati asiatici del 2017.